# Bentivoglio
Bentivoglio é uma comuna italiana da região da Emília-Romanha, província de Bolonha, com cerca de 4.557 habitantes. Estende-se por uma área de 51 km², tendo uma densidade populacional de 89 hab/km². Faz fronteira com Argelato, Castel Maggiore, Granarolo dell'Emilia, Malalbergo, Minerbio, San Giorgio di Piano, San Pietro in Casale.
Bentivoglio é também uma família principesca da Itália medieval originária da região homónima, e estabelecida em Bolonha. João I, morto em 1402, foi senhor de Bolonha em 1401, aliado de João Galeazo Visconti; recusando vender-lhe a cidade, foi vencido e morto. Seu filho Antonio Galeazo (morto em 1435) e seu neto Aníbal foram senhores da cidade, o último entre 1442 e 1445). Foi depois senhor seu primo Santo Bentivoglio (1426-1462), neto de João I, que se aliou ao Papa Nicolau V e governou com prudência, transmitindo o senhorio ao filho de Anibal, João II (1443-1508) que, como se uniu aos franceses foi expulso de Bolonha pelo Papa Júlio II. Foram depois senhores de Bolonha Anibal II Bentivoglio (1469-1540) e Hermes, morto em 1513, filhos de João II, com ajuda dos franceses e seu irmão Alexandre (1474-1532) que passou ao serviço dos Sforza. Hércules ou Ercole (1506-1573), filho de Anibal II, viveu na corte dos Este de Ferrara; deu-se às letras, como seus descendentes, notadamente os Cardeais Guido Bentivoglio (Ferrara, 1579 - Roma, 1644) chefe da Inquisição quando do processo da Igreja contra Galileu, e Marco Cornelio Bentivoglio (1668-1732), núncio papal na França, onde fez publicar a bula Unigenitus em 1713.

## Demografia
| Variação demográfica do município entre 1861 e 2011                               |
|                                                                                   |
| Fonte: Istituto Nazionale di Statistica (ISTAT) - Elaboração gráfica da Wikipedia |